# Copa AUF Uruguay 2022
La Copa AUF Uruguay 2022 fue la primera edición de un torneo de copa organizado por la Asociación Uruguaya de Fútbol, en donde se enfrentaron equipos de todas las divisionales del fútbol uruguayo y también clubes provenientes de la Organización del Fútbol del Interior. Se aprobó para realizar su primera edición en 2022, siendo la fecha de inicio del torneo el 22 de junio y terminó finalizando el 13 de noviembre.

## Sistema de disputa
La Copa AUF Uruguay se disputó en sistema de eliminación directa, por equipos de la Primera División, Segunda División, Primera División Amateur, campeón y vicecampeón de la Segunda División Amateur Metropolitana y equipos de la Copa Nacional de Clubes de la Organización del Fútbol del Interior.
En esta primera edición el campeón obtuvo un premio económico de 100.000 dólares.
Se jugaron las llaves a partido único, salvo en las semifinales donde se disputaron ida y vuelta.

## Equipos participantes
La siguiente es una lista de los equipos que están habilitados a disputar la Copa Uruguay 2022. Sólo los clubes profesionales tienen obligación de participar en el torneo, mientras que para los clubes amateur la participación es opcional. De los 77 equipos con derecho a participar (16 de Primera División, 12 de Segunda División, 23 de Primera División Amateur, 2 de la Divisional D Metropolitana y 24 de la Copa Nacional de Clubes) solamente Villa Teresa desistió de competir en esta primera edición.
Los equipos fueron agrupados en 5 zonas geográficas: una zona para los equipos de la ciudad de Montevideo, mientras que los equipos del resto del país fueron repartidos en las regiones "Norte", "Este", "Centro/Litoral" y "Sur/Metropolitana".

| Primera División Profesional (16 equipos) | Primera División Profesional (16 equipos) |
| Equipo                                    | Localía                                   |
| ----------------------------------------- | ----------------------------------------- |
| Albion                                    | Montevideo                                |
| Boston River                              | Trinidad (Flores)                         |
| Cerrito                                   | Montevideo                                |
| Cerro Largo                               | Melo (Cerro Largo)                        |
| Danubio                                   | Montevideo                                |
| Defensor Sporting                         | Montevideo                                |
| Dep. Maldonado                            | Maldonado                                 |
| Fénix                                     | Montevideo                                |
| Liverpool                                 | Montevideo                                |
| Mvd. City Torque                          | Montevideo                                |
| M. Wanderers                              | Montevideo                                |
| Nacional                                  | Montevideo                                |
| Peñarol                                   | Montevideo                                |
| Plaza Colonia                             | Colonia                                   |
| Rentistas                                 | Montevideo                                |
| River Plate                               | Montevideo                                |

| Segunda División Profesional (12 equipos) | Segunda División Profesional (12 equipos) |
| Equipo                                    | Localía                                   |
| ----------------------------------------- | ----------------------------------------- |
| Atenas                                    | San Carlos (Maldonado)                    |
| Central Español                           | Montevideo                                |
| Cerro                                     | Montevideo                                |
| Juventud                                  | Las Piedras (Canelones)                   |
| La Luz                                    | Montevideo                                |
| Miramar Misiones                          | Montevideo                                |
| Progreso                                  | Montevideo                                |
| Racing                                    | Montevideo                                |
| Rampla Juniors                            | Montevideo                                |
| Sud América                               | Montevideo                                |
| Uruguay Montevideo                        | Montevideo                                |
| Villa Española                            | Montevideo                                |

| Primera División Amateur (23 equipos) | Primera División Amateur (23 equipos) |
| Equipo                                | Localía                               |
| ------------------------------------- | ------------------------------------- |
| Alto Perú                             | Montevideo                            |
| Artigas                               | Artigas                               |
| Basáñez                               | Montevideo                            |
| Bella Vista                           | Montevideo                            |
| Canadian                              | Montevideo                            |
| Colón                                 | Montevideo                            |
| Deportivo Colonia                     | Juan Lacaze (Colonia)                 |
| Deportivo Italiano                    | Montevideo                            |
| Durazno                               | Durazno                               |
| Huracán                               | Montevideo                            |
| Huracán Buceo                         | Montevideo                            |
| Los Halcones                          | Montevideo                            |
| Mar de Fondo                          | Montevideo                            |
| Oriental                              | La Paz (Canelones)                    |
| Parque del Plata                      | Parque del Plata (Canelones)          |
| Paysandú                              | Paysandú                              |
| Platense                              | Montevideo                            |
| Potencia                              | Montevideo                            |
| Rocha                                 | Rocha                                 |
| Salto                                 | Salto                                 |
| Salus                                 | Montevideo                            |
| Tacuarembó                            | Tacuarembó                            |
| Villa Teresa (N/P)                    | Montevideo                            |

| Segunda División Amateur (2 equipos) | Segunda División Amateur (2 equipos) |
| Equipo                               | Localía                              |
| ------------------------------------ | ------------------------------------ |
| Cooper                               | Montevideo                           |
| Paso de la Arena                     | Montevideo                           |

| Serie A OFI (24 equipos) | Serie A OFI (24 equipos)       |
| Equipo                   | Localía                        |
| ------------------------ | ------------------------------ |
| Atl. Bella Vista         | Paysandú                       |
| Barrio Olímpico          | Minas (Lavalleja)              |
| Boquita                  | Sarandí Grande (Florida)       |
| Central                  | San José                       |
| Huracán                  | Paysandú                       |
| Huracán                  | Rivera                         |
| Ituzaingó                | Punta del Este (Maldonado)     |
| Juanicó                  | Juanicó (Canelones)            |
| Juventud                 | Colonia                        |
| Laureles                 | Fray Bentos (Río Negro)        |
| Lavalleja                | Minas (Lavalleja)              |
| Lavalleja                | Rocha                          |
| Palermo                  | Rocha                          |
| Piriápolis               | Piriápolis (Maldonado)         |
| Porongos                 | Trinidad (Flores)              |
| Progreso                 | Estación Atlántida (Canelones) |
| Quilmes                  | Florida                        |
| Río Negro                | San José                       |
| Santa Emilia             | Cardona (Soriano)              |
| Sportivo Barracas        | Dolores (Soriano)              |
| Universal                | San José                       |
| Universitario            | Salto                          |
| Wanderers                | Santa Lucía (Canelones)        |
| Wanderers Juvenil        | Tacuarembó                     |

### Distribución geográfica
Distribución de los equipos por divisional, según su respectiva localía.
| Departamento   | N.º Equipos | Por divisional | Por divisional | Por divisional | Por divisional | Por divisional |
| Departamento   | N.º Equipos | 1°D            | 2°D            | PDA            | SDAM           | OFI            |
| -------------- | ----------- | -------------- | -------------- | -------------- | -------------- | -------------- |
| Montevideo     | 37          | 12             | 10             | 13             | 2              | -              |
| Canelones      | 6           | -              | 1              | 2              | -              | 3              |
| Maldonado      | 4           | 1              | 1              | -              | -              | 2              |
| Colonia        | 3           | 1              | -              | 1              | -              | 1              |
| Paysandú       | 3           | -              | -              | 1              | -              | 2              |
| Rocha          | 3           | -              | -              | 1              | -              | 2              |
| San José       | 3           | -              | -              | -              | -              | 3              |
| Flores         | 2           | 1              | -              | -              | -              | 1              |
| Salto          | 2           | -              | -              | 1              | -              | 1              |
| Tacuarembó     | 2           | -              | -              | 1              | -              | 1              |
| Florida        | 2           | -              | -              | -              | -              | 2              |
| Lavalleja      | 2           | -              | -              | -              | -              | 2              |
| Soriano        | 2           | -              | -              | -              | -              | 2              |
| Artigas        | 1           | -              | -              | 1              | -              | -              |
| Cerro Largo    | 1           | 1              | -              | -              | -              | -              |
| Durazno        | 1           | -              | -              | 1              | -              | -              |
| Rivera         | 1           | -              | -              | -              | -              | 1              |
| Río Negro      | 1           | -              | -              | -              | -              | 1              |
| Treinta y Tres | 0           | -              | -              | -              | -              | -              |

Notas:
1. ↑  La participación para los equipos amateur era de carácter opcional, y Villa Teresa decidió no competir en el torneo.
2. ↑  Boston River es un equipo originario de Montevideo, oficiando de local en estos momentos en Flores.
3. ↑  Artigas es un equipo originario del barrio de La Teja, Montevideo, oficiando de local en estos momentos en Artigas.

## Desarrollo

### Fase preliminar
En la fase preliminar se sortearon 16 participantes, de entre los 22 de OFI, y los 24 de la C y la D, que jugaron 8 llaves regionales.
| Equipo 1                  | Resultado    | Equipo 2          |
| ------------------------- | ------------ | ----------------- |
| Tacuarembó                | 5:1          | Cooper            |
| Oriental                  | 0:1          | Bella Vista       |
| Durazno                   | 1:0          | Salus             |
| Barrio Olímpico (Minas)   | 2:3          | Lavalleja (Minas) |
| Huracán (Rivera)          | 0:0 (3-4 p.) | Canadian          |
| Progreso (Est. Atlántida) | 2:3          | Alto Perú         |
| Quilmes (Florida)         | 2:0          | Platense          |
| Basáñez                   | 1:0          | Ituzaingó         |

| 22 de junio de 2022, 14:30 | Tacuarembó F.C.                                                                                        | 5:1 (3:1) | Cooper                 | Estadio Raúl Goyenola, Tacuarembó |                            |
|                            | - Douglas Bittencourt 13' (pen.), 45' - Nicolás González 16' - Fernando Gómez 86' - Facundo Sosa 90+8' |           | - Martín Hernández 14' | Árbitro(s): Esteban Guerra        | Árbitro(s): Esteban Guerra |

| 22 de junio de 2022, 15:00 | Oriental | 0:1 (0:1) | Bella Vista                  | Estadio Parque ANCAP, Montevideo |                           |
|                            |          |           | - Franco Farinasso 6' (pen.) | Árbitro(s): Leandro Lasso        | Árbitro(s): Leandro Lasso |

| 23 de junio de 2022, 20:00 | Durazno F.C.        | 1:0 (0:0) | Salus F.C. | Estadio Silvestre Landoni, Durazno |                         |
|                            | - Matías Deorta 60' |           |            | Árbitro(s): Juan Cianni            | Árbitro(s): Juan Cianni |

| 23 de junio de 2022, 21:00 | Barrio Olímpico (Minas)                     | 2:3 (1:1) | Lavalleja (Minas)                                | Estadio Juan.A.Lavalleja, Minas  |                                  |
|                            | - Valentín Martins 43' - Darío Trinidad 53' |           | - Andrés Berrueta 12', 46' - Santiago Suárez 70' | Árbitro(s): Sebastián Montenegro | Árbitro(s): Sebastián Montenegro |

| 29 de junio de 2022, 19:30 | Huracán (Rivera)                                                                | 0:0 (0:0) (3:4 p.)         | Canadian                                                                        | Estadio Atilio Paiva Olivera, Rivera |  |
|                            |                                                                                 |                            |                                                                                 | Árbitro(s): Matías Schneider         |  |
|                            |                                                                                 | Tiros desde el punto penal |                                                                                 |                                      |  |
|                            | Sebastián Rosano · Fernando Lima · Rodrigo Sena · Maico Carneiro · Antony Ramos |                            | Gabriel Correa · Washington Lira · Adrián López · Lucas Bonini · José Echeveste |                                      |  |

| 29 de junio de 2022, 20:30 | Progreso (Estación Atlántida)                  | 2:3 (1:2) | Alto Perú                                                      | Estadio de Progreso, Canelones |                            |
|                            | - Christian Silva 45+1' - Pedro Carvalho 90+4' |           | - Agustín Castro 31' - Cristian Lima 38' - Nicolás Pedro 90+7' | Árbitro(s): Néstor Pereyra     | Árbitro(s): Néstor Pereyra |

| 29 de junio de 2022, 21:00 | Quilmes (Florida)                                         | 2:0 (1:0) | Platense | Estadio Campeones Olímpicos, Florida |                            |
|                            | - Santiago Fernández 41' (a.g.) - Maximiliano Salazar 86' |           |          | Árbitro(s): Marcos Beltrán           | Árbitro(s): Marcos Beltrán |

| 30 de junio de 2022, 15:00 | Basáñez                   | 1:0 (1:0) | Ituzaingó (Punta del Este) | Estadio La Bombonera, Montevideo |                             |
|                            | - Santiago Ballestero 42' |           |                            | Árbitro(s): Andrés Martínez      | Árbitro(s): Andrés Martínez |

### Primera fase
Los 8 ganadores de la Fase Preliminar se sumaron a los restantes 40 clubes de OFI, de la B, la C y la D. Se disputaron 24 llaves con la seguridad de que los 10 representantes de la Segunda División Profesional (todos menos Miramar Misiones y Progreso, quienes ingresaron en la tercera fase por ser el último campeón del Campeonato de Primera División Amateur y el mejor descendido del último Campeonato Uruguayo respectivamente) jugaron su partido eliminatorio como visitantes.
| Equipo 1                       | Resultado    | Equipo 2                    |
| ------------------------------ | ------------ | --------------------------- |
| Wanderers Juvenil (Tacuarembó) | 1:2          | Artigas                     |
| Universitario (Salto)          | 2:4          | Sud América                 |
| Paysandú F.C.                  | 1:0          | Atlético Bella Vista        |
| Salto F.C.                     | 0:0 (3–5 p.) | Huracán (Paysandú)          |
| Río Negro (San José)           | 3:1          | Wanderers (Santa Lucía)     |
| Parque del Plata               | 1:3          | Universal (San José)        |
| Alto Perú                      | 0:4          | Juventud                    |
| Lavalleja (Rocha)              | 1:2          | Huracán Buceo               |
| Rocha                          | 2:0          | Paso de la Arena            |
| Porongos (Flores)              | 2:0          | Boquita (Sarandí Grande)    |
| Laureles (Fray Bentos)         | 0:2          | Colón                       |
| Los Halcones                   | 0:0 (3–2 p.) | Sportivo Barracas (Dolores) |
| Palermo (Rocha)                | 2:2 (4–3 p.) | Piriápolis                  |
| Juanicó                        | 1:2          | Deportivo Italiano          |
| Deportivo Colonia              | 3:1          | Santa Emilia (Cardona)      |
| Lavalleja (Minas)              | 1:1 (3–4 p.) | Atenas                      |
| Tacuarembó                     | 1:3          | Central Español             |
| Canadian                       | 0:0 (8–9 p.) | Racing                      |
| Durazno                        | 3:2          | Cerro                       |
| Quilmes (Florida)              | 0:1          | Villa Española              |
| Mar de Fondo                   | 4:0          | Huracán                     |
| Basáñez                        | 0:4          | Uruguay Montevideo          |
| Bella Vista                    | 0:1          | Rampla Juniors              |
| Potencia                       | 0:7          | La Luz                      |

| 06 de julio de 2022, 13:30 | Mar de Fondo                                                                             | 4:0 (2:0) | Huracán | Estadio Parque Palermo, Montevideo |                           |
|                            | - Fernando Penas 7' - Jonathan Ferreira 26' - Agustín Hernández 57' - Darío Giovanni 77' |           |         | Árbitro(s): Gonzalo Pérez          | Árbitro(s): Gonzalo Pérez |

| 06 de julio de 2022, 20:00 | Paysandú F.C.              | 1:0 (1:0) | Atlético Bella Vista | Estadio Artigas, Paysandú  |                            |
|                            | - Enzo Da Silva 29' (pen.) |           |                      | Árbitro(s): Nicolás Varela | Árbitro(s): Nicolás Varela |

| 06 de julio de 2022, 20:00 | Deportivo Colonia                                                         | 3:1 (1:0) | Santa Emilia (Cardona) | Estadio Campomar, Juan Lacaze |                              |
|                            | - Gustavo Bortoli 7' (pen.) - Martín Toberne 51' - Ezequiel Curbelo 90+4' |           | - Federico Garaza 55'  | Árbitro(s): Aníbal Vogrincic  | Árbitro(s): Aníbal Vogrincic |

| 06 de julio de 2022, 20:00 | Río Negro (San José)                               | 3:1 (1:1) | Wanderers (Santa Lucía)    | Estadio Casto Martínez Laguarda, San José de Mayo |                               |
|                            | - Juan Manuel Gómez 36', 46' - Cristian Martín 88' |           | - Mariano Rubbo 31' (pen.) | Árbitro(s): Fernando Martínez                     | Árbitro(s): Fernando Martínez |

| 07 de julio de 2022, 20:00 | Juanicó                    | 1:2 (0:1) | Deportivo Italiano     | Estadio Martínez Monegal, Canelones |                             |
|                            | - Sigfredo Veropalumbo 60' |           | - Changa Bass 21', 55' | Árbitro(s): Gonzalo de León         | Árbitro(s): Gonzalo de León |

| 13 de julio de 2022, 18:00 | Tacuarembó             | 1:3 (0:2) | Central Español                                                         | Estadio Raúl Goyenola, Tacuarembó |                              |
|                            | - Nicolás González 79' |           | - Gonzalo Bueno 33' - Ignacio González 45' (pen.) - Cristofer Acuña 63' | Árbitro(s): Jonathan Fuentes      | Árbitro(s): Jonathan Fuentes |

| 13 de julio de 2022, 20:00 | Durazno F.C.                                                  | 3:2 (0:1) | Cerro                                              | Estadio Silvestre Landoni, Durazno                      |                                                         |
|                            | - Diego Viera 63' - Facundo Samaniego 68' - Matías Deorta 77' |           | - Danilo Cóccaro 15' - Nicolás González 57' (pen.) | Asistencia: 2100 espectadores Árbitro(s): Yimmi Álvarez | Asistencia: 2100 espectadores Árbitro(s): Yimmi Álvarez |

| 14 de julio de 2022, 13:30 | Alto Perú | 0:4 (0:2) | Juventud                                                                     | Estadio Parque Palermo, Montevideo |                           |
|                            |           |           | - Carlos Santucho 32' - Pedro Milans 35' - Uri Amaral 50' - Gonzalo Sena 89' | Árbitro(s): Diego Dunajec          | Árbitro(s): Diego Dunajec |

| 14 de julio de 2022, 20:00 | Palermo (Rocha)                                                                   | 2:2 (2:1) (4:3 p.)         | Piriápolis                                                                         | Estadio Mario Sobrero, Rocha |                              |
|                            | - Adrián Díaz 25' - Diego Martiñones 45'                                          |                            | - Gonzalo Castellanos 23' - Andrés Santos 70'                                      | Árbitro(s): Marcelo Palacios | Árbitro(s): Marcelo Palacios |
|                            |                                                                                   | Tiros desde el punto penal |                                                                                    |                              |                              |
|                            | Christian Méndez · Adrián Díaz · Diego Martiñones · Darío Ferreira · Matías Gómez |                            | Gonzalo Castellanos · Pablo Polenta · Andrés Santos · Pablo Munhoz · Diego Barreda |                              |                              |

| 20 de julio de 2022, 13:30 | Basáñez | 0:4 (0:1) | Uruguay Montevideo                                                               | Estadio Complejo Rentistas, Montevideo |                              |
|                            |         |           | - Matías Quiroga 42' - Gonzalo Ramos 51' - Diego Villalba 85' - Diego Rosa 90+1' | Árbitro(s): Daniel Fedorczuk           | Árbitro(s): Daniel Fedorczuk |

| 20 de julio de 2022, 15:00 | Canadian | 0:0 (8:9 p.)               | Racing | Estadio Obdulio Varela, Montevideo |  |
|                            | |                            | | Árbitro(s): Federico Arman         |  |
|                            | | Tiros desde el punto penal | |                                    |  |
|                            | Christian Méndez · José Estades · Martín Mondino · Agustín Lira · Rodrigo Machado · Sergio Gómez · Martín Salvá · Nahuel Chijane · Lionel Silva · Bruno Iguinis |                            | Diego Vera · Joaquín Ochoa Giménez · Maicol Ferreira · Sebastián Diana · Erik de los Santos · Tomás Verón Lupi · Daniel Cifuentes · Fabián Píriz · Agustín Rodríguez · Agustín Pereira · |                                    |  |

| 20 de julio de 2022, 15:00 | Bella Vista | 0:1 (0:1) | Rampla Juniors         | Estadio Parque Artigas, Las Piedras |                           |
|                            |             |           | - Brahian Ferreira 42' | Árbitro(s): Yimmi Álvarez           | Árbitro(s): Yimmi Álvarez |

| 20 de julio de 2022, 15:00 | Los Halcones                                                         | 0:0 (3:2 p.)               | Sportivo Barracas (Dolores)                                                           | Estadio Parque ANCAP, Montevideo |  |
|                            |                                                                      |                            |                                                                                       | Árbitro(s): Federico Modernell   |  |
|                            |                                                                      | Tiros desde el punto penal |                                                                                       |                                  |  |
|                            | Fabián Trujillo · Luciano Olivera · Federico Tubín · Gustavo Morales |                            | Anthony Castillo · Carlos Cabrera · Carlos Otazú · Stewar Aquino · Alejandro Planchón |                                  |  |

| 20 de julio de 2022, 20:00 | Parque del Plata    | 1:3 (1:2) | Universal (San José)                          | Estadio Parque El Balneario, Parque del Plata |                              |
|                            | - Alexis Torres 10' |           | - Diego Torres 20' 62' - Leandro Elizeche 29' | Árbitro(s): Diego Nisivoccia                  | Árbitro(s): Diego Nisivoccia |

| 20 de julio de 2022, 20:00 | Rocha                                            | 2:0 (1:0) | Paso de la Arena | Estadio Mario Sobrero, Rocha |                          |
|                            | - Nicolás Suárez 16' (pen.) - Diego Resquini 60' |           |                  | Árbitro(s): Hernán Heras     | Árbitro(s): Hernán Heras |

| 20 de julio de 2022, 20:00 | Wanderers Juvenil (Tacuarembó) | 1:2 (1:0) | Artigas                                   | Estadio Raúl Goyenola, Tacuarembó |                                 |
|                            | - Santiago Pérez 7'            |           | - Rodrigo Moreira 57' - Andrés Lima 90+2' | Árbitro(s): Washington Banchero   | Árbitro(s): Washington Banchero |

| 20 de julio de 2022, 20:00 | Lavalleja (Minas)                                                                     | 1:1 (0:1) (3:4 p.)         | Atenas | Estadio Juan.A.Lavalleja, Minas |                           |
|                            | - Santiago Suárez 80'                                                                 |                            | - Matías Britos 39'                                                                                       | Árbitro(s): Pablo Giménez       | Árbitro(s): Pablo Giménez |
|                            |                                                                                       | Tiros desde el punto penal | |                                 |                           |
|                            | Santiago Suárez · Mario Amorín · Mauricio Capricho · Jonathan Pérez · Edison Martínez |                            | Diego Sánchez · Joaquín Fernández Benítez · Joaquín Fernández Pertusso · Exequiel Mereles · Matías Britos |                                 |                           |

| 20 de julio de 2022, 20:30 | Laureles (Fray Bentos) | 0:2 (0:1) | Colón                                       | Estadio Parque Abbate, Fray Bentos |                        |
|                            |                        |           | - Kevin Moreira 31' - Ignacio Acevedo 90+5' | Árbitro(s): Carlos Paz             | Árbitro(s): Carlos Paz |

| 20 de julio de 2022, 20:30 | Quilmes (Florida) | 0:1 (0:0) | Villa Española         | Estadio Campeones Olímpicos, Florida |                            |
|                            |                   |           | - Leandro Aguilera 50' | Árbitro(s): Esteban Guerra           | Árbitro(s): Esteban Guerra |

| 20 de julio de 2022, 21:00 | Salto F.C.                                                            | 0:0 (3:5 p.)               | Huracán (Paysandú)                                                                               | Estadio Juan José Vispo Mari, Salto |  |
|                            |                                                                       |                            |                                                                                                  | Árbitro(s): Andrés Martínez         |  |
|                            |                                                                       | Tiros desde el punto penal |                                                                                                  |                                     |  |
|                            | Federico Mautone · Santiago Sauto · Ahitton Fraga · José San Martín · |                            | Juan Ignacio Correa · Emmanuel Martínez · Germán Andrada · Leonardo Gómez · Brandon Logiuratto · |                                     |  |

| 21 de julio de 2022, 20:00 | Lavalleja (Rocha)        | 1:2 (0:2) | Huracán Buceo                             | Estadio Mario Sobrero, Rocha |                           |
|                            | - Leonardo Maldonado 59' |           | - Cristian Antúnez 4' - Facundo Pérez 36' | Árbitro(s): Jonhy Cidades    | Árbitro(s): Jonhy Cidades |

| 27 de julio de 2022, 14:30 | Potencia | 0:7 (0:3) | La Luz | Estadio Complejo Rentistas, Montevideo |                            |
|                            |          |           | - Emanuel Fuentes 9' - Horacio Sequeira 18' - Aníbal Hernández 21' - Santiago Romero 69' - Nicolás Da Fonte 82' - Juan Pablo Fagúndez 86' - Nahuel Núñez 89' | Árbitro(s): Federico Arman             | Árbitro(s): Federico Arman |

| 27 de julio de 2022, 20:00 | Universitario (Salto)                   | 2:4 (0:1) | Sud América                                                                              | Estadio Ernesto Dickinson, Salto |                            |
|                            | - Alexander Píriz 85' - Diego Llama 89' |           | - Franco Posse 38' - Maximiliano Añasco 60' - Pablo Lemos 73' - Elías Andaluz 75' (a.g.) | Árbitro(s): Santiago Motta       | Árbitro(s): Santiago Motta |

| 03 de agosto de 2022, 20:00 | Porongos (Flores)                   | 2:0 (0:0) | Boquita (Sarandí Grande) | Estadio Juan.A.Lavalleja, Trinidad |                           |
|                             | - Diego De Carlos 55' (pen.), 90+4' |           |                          | Árbitro(s): Néstor Coelho          | Árbitro(s): Néstor Coelho |

Notas:
1. ↑  Se le otorgó el partido como ganado por alineación indebida del equipo rival. Originalmente, había ganado Sud América por 4 a 2.
2. ↑  Se le otorgó el partido como ganado por alineación indebida del equipo rival. Originalmente, había ganado Porongos por 2 a 0.
3. ↑  Se le otorgó el partido como ganado por alineación indebida del equipo rival. Originalmente, había ganado Villa Española por 1 a 0.

### Segunda fase
Los 24 vencedores de la primera fase se enfrentaron a partido único. Los ganadores avanzaron a dieciseisavos de final.
| Equipo 1              | Resultado    | Equipo 2                 |
| --------------------- | ------------ | ------------------------ |
| Racing                | 1:0          | Huracán (Paysandú)       |
| Central Español       | 1:1 (4–2 p.) | Artigas                  |
| Universitario (Salto) | 1:0          | Paysandú                 |
| Atenas                | 0:1          | Mar de Fondo             |
| Uruguay Montevideo    | 2:1          | Palermo (Rocha)          |
| Rocha                 | 1:1 (5–4 p.) | Huracán Buceo            |
| La Luz                | 1:1 (4–1 p.) | Deportivo Italiano       |
| Durazno               | 2:1          | Boquita (Sarandí Grande) |
| Quilmes (Florida)     | 1:2          | Deportivo Colonia        |
| Colón                 | 3:1          | Los Halcones             |
| Rampla Juniors        | 1:1 (4–2 p.) | Río Negro (San José)     |
| Juventud              | 1:0          | Universal (San José)     |

| 03 de agosto de 2022, 13:30 | Racing                     | 1:0 (0:0) | Huracán (Paysandú) | Estadio Parque Palermo, Montevideo |                           |
|                             | - Luis Gorocito 46' (pen.) |           |                    | Árbitro(s): Leandro Lasso          | Árbitro(s): Leandro Lasso |

| 03 de agosto de 2022, 20:00 | Rocha                                                                                                  | 1:1 (1:1) (5:4 p.)         | Huracán Buceo                                                                                      | Estadio Mario Sobrero, Rocha |                            |
|                             | - Nicolás Raguso 8'                                                                                    |                            | - Bryan Ruiz 23'                                                                                   | Árbitro(s): Eduardo Varela   | Árbitro(s): Eduardo Varela |
|                             | | Tiros desde el punto penal | |                              |                            |
|                             | Nicolás Raguso · Matías Arismendi · Emiliano Techera · Rafael Martínez · Edwin Salazar · Sebastián Cal |                            | Juan Mora · Gianni Badell · Francisco Russomanno · Facundo Pérez · Christian Ortiz · Nicolás Reyes |                              |                            |

| 09 de agosto de 2022, 13:30 | Central Español                                                                      | 1:1 (0:0) (4:2 p.)         | Artigas                                                          | Estadio Parque Palermo, Montevideo |                              |
|                             | - Diego Sánchez 63'                                                                  |                            | - Jorge Malaquín 75'                                             | Árbitro(s): Daniel Rodríguez       | Árbitro(s): Daniel Rodríguez |
|                             |                                                                                      | Tiros desde el punto penal |                                                                  |                                    |                              |
|                             | Facundo Salazar · Cristofer Acuña · Franco Mederos · Facundo Cabrera · Leandro Paiva |                            | Andrés Lima · Rodrigo Moreira · Émerson Núñez · Clovis Caballero |                                    |                              |

| 10 de agosto de 2022, 13:30 | Colón                                                              | 3:1 (2:0) | Los Halcones          | Estadio Parque Palermo, Montevideo |                            |
|                             | - Rodrigo Hernández 34' - Facundo Vignone 40' - Gonzalo Pintos 86' |           | - Luciano Olivera 56' | Árbitro(s): Adrián Pereira         | Árbitro(s): Adrián Pereira |

| 10 de agosto de 2022, 15:00 | Rampla Juniors                                                       | 1:1 (1:0) (4:2 p.)         | Río Negro (San José)                                         | Estadio Olímpico, Montevideo |                             |
|                             | - Joaquín Machado 16'                                                |                            | - Ángel Cardozo 73'                                          | Árbitro(s): Nicolás Vignolo  | Árbitro(s): Nicolás Vignolo |
|                             |                                                                      | Tiros desde el punto penal |                                                              |                              |                             |
|                             | Brahian Ferreira · Marcel Román · Rodrigo Ferreyra · Joshuan Berrios |                            | Daniel Martínez · Cristian Martin · Ángel Cardozo · Tian Val |                              |                             |

| 10 de agosto de 2022, 15:00 | La Luz                                                                  | 1:1 (1:1) (4:1 p.)         | Deportivo Italiano                            | Estadio Complejo Rentistas, Montevideo |                           |
|                             | - Agustín Gutiérrez 21'                                                 |                            | - Cristopher Mayer 7'                         | Árbitro(s): Pablo Giménez              | Árbitro(s): Pablo Giménez |
|                             |                                                                         | Tiros desde el punto penal |                                               |                                        |                           |
|                             | Agustín Gutiérrez · Sebastián Cardozo · Leandro Méndez · Jonathan Baeza |                            | Martín Moas · Cristian Silva · Anthony Stella |                                        |                           |

| 10 de agosto de 2022, 20:00 | Universitario (Salto) | 1:0 (1:0) | Paysandú F.C. | Estadio Ernesto Dickinson, Salto |                              |
|                             | - Joaquín Jacques 21' |           |               | Árbitro(s): Cristian Bouvier     | Árbitro(s): Cristian Bouvier |

| 10 de agosto de 2022, 20:00 | Juventud           | 1:0 (0:0) | Universal (San José) | Estadio Martínez Monegal, Canelones |                           |
|                             | - Gonzalo Sena 53' |           |                      | Árbitro(s): Yimmi Álvarez           | Árbitro(s): Yimmi Álvarez |

| 10 de agosto de 2022, 20:30 | Quilmes (Florida)    | 1:2 (0:0) | Deportivo Colonia       | Estadio Campeones Olímpicos, Florida |                           |
|                             | - Facundo Camejo 78' |           | - Alex Perdomo 85', 89' | Árbitro(s): Andrés Castro            | Árbitro(s): Andrés Castro |

| 16 de agosto de 2022, 22:10 | Uruguay Montevideo                               | 2:1 (1:1) | Palermo (Rocha)       | Estadio Parque Palermo, Montevideo |                            |
|                             | - Joaquín Avilés 36' (pen.) - Diego Villalba 49' |           | - Gonzalo Figueroa 9' | Árbitro(s): Santiago Motta         | Árbitro(s): Santiago Motta |

| 17 de agosto de 2022, 13:45 | Atenas | 0:1 (0:0) | Mar de Fondo          | Estadio Parque Palermo, Montevideo |                            |
|                             |        |           | - Matías Sebben 90+4' | Árbitro(s): Federico Arman         | Árbitro(s): Federico Arman |

| 17 de agosto de 2022, 20:00 | Durazno F.C.                             | 2:1 (2:1) | Boquita (Sarandí Grande) | Estadio Silvestre Landoni, Durazno |                            |
|                             | - Javier Olazabal 3' - Matías Deorta 21' |           | - Fabio Ghirardi 72'     | Árbitro(s): Adrián Pereira         | Árbitro(s): Adrián Pereira |

### Tercera fase
Los 16 equipos de la Primera División se enfrentaron a los 12 ganadores de la segunda fase más Miramar Misiones, Progreso y el campeón y vicecampeón de la Copa Nacional de Clubes 2021 (Central de San José y Juventud de Colonia respectivamente).
| Equipo 1              | Resultado    | Equipo 2             |
| --------------------- | ------------ | -------------------- |
| Mar de Fondo          | 0:1          | Cerrito              |
| Uruguay Montevideo    | 2:4          | Montevideo City      |
| Rocha                 | 0:3          | Rentistas            |
| Central Español       | 1:2          | Liverpool            |
| Juventud (Colonia)    | 1:2          | River Plate          |
| Universitario (Salto) | 1:3          | Montevideo Wanderers |
| Racing                | 0:1          | Defensor Sporting    |
| Rampla Juniors        | 2:1          | Deportivo Maldonado  |
| Miramar Misiones      | 0:1          | Nacional             |
| Juventud              | 0:0 (4–5 p.) | Albion               |
| La Luz                | 2:1          | Fénix                |
| Durazno               | 1:3          | Plaza Colonia        |
| Deportivo Colonia     | 0:2          | Cerro Largo          |
| Colón                 | 0:2          | Peñarol              |
| Central (San José)    | 0:2          | Boston River         |
| Progreso              | 2:2 (4–3 p.) | Danubio              |

| 23 de agosto de 2022, 20:00 | Rocha | 0:3 (0:1) | Rentistas                                        | Estadio Mario Sobrero, Rocha |                              |
|                             |       |           | - Luca Guichón 24' - Luis Acevedo 59' (pen.) 74' | Árbitro(s): Jonathan Fuentes | Árbitro(s): Jonathan Fuentes |

| 23 de agosto de 2022, 20:30 | Juventud (Colonia) | 1:2 (0:1) | River Plate                             | Estadio Alberto Suppici, Colonia del Sacramento |                           |
|                             | - Juan Torres 58'  |           | - Agustín Chopitea 9' - Walter Clar 63' | Árbitro(s): Pablo Giménez                       | Árbitro(s): Pablo Giménez |

| 31 de agosto de 2022, 13:45 | La Luz                                        | 2:1 (1:1) | Fénix                | Estadio Parque Palermo, Montevideo |                            |
|                             | - Roberto Hernández 44' - Alejandro Siles 67' |           | - Rodrigo Amaral 20' | Árbitro(s): Bruno Sacarelo         | Árbitro(s): Bruno Sacarelo |

| 31 de agosto de 2022, 15:00 | Juventud                                                               | 0:0 (4:5 p.)               | Albion                                                                              | Estadio Parque Artigas, Las Piedras |  |
|                             |                                                                        |                            |                                                                                     | Árbitro(s): Pablo Giménez           |  |
|                             |                                                                        | Tiros desde el punto penal |                                                                                     |                                     |  |
|                             | John Pintos · Franco Muñóz · Agustín Pérez · Uri Amaral · Facundo Vigo |                            | Ousmane N'Dong · Cristian Barros · Ányelo Rodríguez · Gianluca Colla · Mauro García |                                     |  |

| 31 de agosto de 2022, 15:00 | Uruguay Montevideo                      | 2:4 (1:3) | Montevideo City Torque                                                     | Estadio Centenario, Montevideo |                            |
|                             | - César Taján 18' - Federico Díaz 90+4' |           | - Tiago Palacios 3' - Sebastián Ribas 10' (pen.) 36' - Diego Arismendi 87' | Árbitro(s): Antonio García     | Árbitro(s): Antonio García |

| 31 de agosto de 2022, 15:15 | Progreso                                                            | 2:2 (2:0) (4:3 p.)         | Danubio                                                                                  | Estadio Abraham Paladino, Montevideo |                           |
|                             | - Franco López 6' - Mario García 18'                                |                            | - Ignacio Pintos 90+3', 90+5'                                                            | Árbitro(s): Yimmi Álvarez            | Árbitro(s): Yimmi Álvarez |
|                             |                                                                     | Tiros desde el punto penal |                                                                                          |                                      |                           |
|                             | Diego Guastavino · Gastón Colmán · Mario García · Matías González · |                            | Emiliano García · Francisco Martinicorena · Cristian Cruz · Juan Millán · Ignacio Pintos |                                      |                           |

| 31 de agosto de 2022, 20:00 | Durazno          | 1:3 (1:1) | Plaza Colonia                                  | Estadio Silvestre Landoni, Durazno |                              |
|                             | - Diego Viera 2' |           | - Agustín Pérez 24' - Ramiro Quintana 47', 49' | Árbitro(s): Jonathan Fuentes       | Árbitro(s): Jonathan Fuentes |

| 31 de agosto de 2022, 20:15 | Central Español     | 1:2 (0:0) | Liverpool                                     | Estadio Parque Palermo, Montevideo |                           |
|                             | - Leandro Paiva 57' |           | - Agustín Cayetano 75' - Gastón Rodríguez 82' | Árbitro(s): Diego Dunajec          | Árbitro(s): Diego Dunajec |

| 01 de septiembre de 2022, 13:45 | Mar de Fondo | 0:1 (0:0) | Cerrito              | Estadio Parque Palermo, Montevideo |                            |
|                                 |              |           | - Rodrigo Canosa 51' | Árbitro(s): Santiago Motta         | Árbitro(s): Santiago Motta |

| 06 de septiembre de 2022, 15:00 | Rampla Juniors                             | 2:1 (1:1) | Deportivo Maldonado | Estadio Olímpico, Montevideo |                              |
|                                 | - Brahian Ferreira 10' - Ignacio Ratti 69' |           | - Enzo Borges 32'   | Árbitro(s): Daniel Fedorczuk | Árbitro(s): Daniel Fedorczuk |

| 06 de septiembre de 2022, 20:30 | Universitario (Salto) | 1:3 (0:3) | Montevideo Wanderers                                      | Estadio Ernesto Dickinson, Salto |                           |
|                                 | - Joaquín Jaques 80'  |           | - Luciano Cosentino 28' - Agustín Santurio 33' 45' (pen.) | Árbitro(s): Diego Dunajec        | Árbitro(s): Diego Dunajec |

| 07 de septiembre de 2022, 13:45 | Racing | 0:1 (0:0) | Defensor Sporting    | Estadio Parque Palermo, Montevideo |                              |
|                                 |        |           | - Facundo Bernal 74' | Árbitro(s): Daniel Rodríguez       | Árbitro(s): Daniel Rodríguez |

| 07 de septiembre de 2022, 20:00 | Central (San José) | 0:2 (0:2) | Boston River                           | Estadio Casto Martínez Laguarada, San José de Mayo |                           |
|                                 |                    |           | - Álvaro López 8' - Emiliano Gómez 30' | Árbitro(s): Yimmi Álvarez                          | Árbitro(s): Yimmi Álvarez |

| 07 de septiembre de 2022, 20:00 | Deportivo Colonia | 0:2 (0:0) | Cerro Largo                                  | Estadio Parque Prandi, Colonia del Sacramento |                            |
|                                 |                   |           | - Facundo Da Costa 83' - Alcides Miranda 86' | Árbitro(s): Antonio García                    | Árbitro(s): Antonio García |

| 07 de septiembre de 2022, 20:15 | Miramar Misiones | 0:1 (0:0) | Nacional                   | Estadio Artigas, Paysandú |                           |
|                                 |                  |           | - Juan Ignacio Ramírez 53' | Árbitro(s): Pablo Giménez | Árbitro(s): Pablo Giménez |

| 08 de septiembre de 2022, 20:15 | Colón | 0:2 (0:0) | Peñarol                                 | Estadio Centenario, Montevideo |                            |
|                                 |       |           | - Hernán Menosse 53' - Sergio Núñez 64' | Árbitro(s): Bruno Sacarelo     | Árbitro(s): Bruno Sacarelo |

## Fases finales

### Cuadro de desarrollo
|  | Octavos de final                                      | Octavos de final     | Octavos de final                            |                                                                                 |                   | Cuartos de final | Cuartos de final | Cuartos de final |  |  | Semifinales | Semifinales | Semifinales |  |  | Final | Final | Final |
|  |                                                       |                      |                                             |                                                                                 |                   |                  |                  |                  |  |  |             |             |             |  |  |       |       |       |
|  | 28 de septiembre - Estadio Luis Franzini              |                      |                                             |                                                                                 |                   |                  |                  |                  |  |  |             |             |             |  |  |       |       |       |
|  |                                                       |                      |                                             |                                                                                 |                   |                  |                  |                  |  |  |             |             |             |  |  |       |       |       |
|  | Defensor Sporting                                     | Defensor Sporting    | 2                                           |                                                                                 |                   |                  |                  |                  |  |  |             |             |             |  |  |       |       |       |
|  | Defensor Sporting                                     | Defensor Sporting    | 2                                           | 4 de octubre - Estadio Luis Franzini                                            |                   |                  |                  |                  |  |  |             |             |             |  |  |       |       |       |
|  | River Plate                                           | River Plate          | 0                                           |                                                                                 |                   |                  |                  |                  |  |  |             |             |             |  |  |       |       |       |
|  | River Plate                                           | River Plate          | 0                                           | Defensor Sporting                                                               | Defensor Sporting | 3                |                  |                  |  |  |             |             |             |  |  |       |       |       |
|  | 27 de septiembre - Estadio Belvedere                  |                      |                                             | Defensor Sporting                                                               | Defensor Sporting | 3                |                  |                  |  |  |             |             |             |  |  |       |       |       |
|  |                                                       | Liverpool            | Liverpool                                   | 0                                                                               |                   |                  |                  |                  |  |  |             |             |             |  |  |       |       |       |
|  | Liverpool                                             | Liverpool            | Liverpool                                   | 0                                                                               | 4                 |                  |                  |                  |  |  |             |             |             |  |  |       |       |       |
|  | Liverpool                                             | Liverpool            |                                             | 26 de octubre - Estadio Abraham Paladino 3 de noviembre - Estadio Luis Franzini | 4                 |                  |                  |                  |  |  |             |             |             |  |  |       |       |       |
|  | Montevideo Wanderers                                  | Montevideo Wanderers | 0                                           |                                                                                 |                   |                  |                  |                  |  |  |             |             |             |  |  |       |       |       |
|  | Montevideo Wanderers                                  | Montevideo Wanderers | 0                                           | Defensor Sporting                                                               | 1                 | 3                |                  |                  |  |  |             |             |             |  |  |       |       |       |
|  | 28 de septiembre - Estadio Charrúa                    |                      |                                             | Defensor Sporting                                                               | 1                 | 3                |                  |                  |  |  |             |             |             |  |  |       |       |       |
|  |                                                       | Progreso             | 1                                           | 1                                                                               |                   |                  |                  |                  |  |  |             |             |             |  |  |       |       |       |
|  | Cerrito                                               | Cerrito              | 1                                           | 1                                                                               | 0 (3)             |                  |                  |                  |  |  |             |             |             |  |  |       |       |       |
|  | Cerrito                                               | Cerrito              | 5 de octubre - Estadio Alfredo Víctor Viera |                                                                                 | 0 (3)             |                  |                  |                  |  |  |             |             |             |  |  |       |       |       |
|  | Montevideo City                                       | Montevideo City      | 0 (5)                                       |                                                                                 |                   |                  |                  |                  |  |  |             |             |             |  |  |       |       |       |
|  | Montevideo City                                       | Montevideo City      | 0 (5)                                       | Montevideo City                                                                 | Montevideo City   | 1                |                  |                  |  |  |             |             |             |  |  |       |       |       |
|  | 21 de septiembre - Estadio Complejo Rentistas         |                      |                                             | Montevideo City                                                                 | Montevideo City   | 1                |                  |                  |  |  |             |             |             |  |  |       |       |       |
|  |                                                       | Progreso             | Progreso                                    | 2                                                                               |                   |                  |                  |                  |  |  |             |             |             |  |  |       |       |       |
|  | Rentistas                                             | Rentistas            | Progreso                                    | 2                                                                               | 0                 |                  |                  |                  |  |  |             |             |             |  |  |       |       |       |
|  | Rentistas                                             | Rentistas            |                                             | 13 de noviembre - Estadio Centenario                                            | 0                 |                  |                  |                  |  |  |             |             |             |  |  |       |       |       |
|  | Progreso                                              | Progreso             | 3                                           |                                                                                 |                   |                  |                  |                  |  |  |             |             |             |  |  |       |       |       |
|  | Progreso                                              | Progreso             | 3                                           | Defensor Sporting                                                               | Defensor Sporting | 1                |                  |                  |  |  |             |             |             |  |  |       |       |       |
|  | 21 de septiembre - Estadio Centenario                 |                      |                                             | Defensor Sporting                                                               | Defensor Sporting | 1                |                  |                  |  |  |             |             |             |  |  |       |       |       |
|  |                                                       | La Luz               | La Luz                                      | 0                                                                               |                   |                  |                  |                  |  |  |             |             |             |  |  |       |       |       |
|  | Rampla Juniors                                        | Rampla Juniors       | La Luz                                      | 0                                                                               | 3                 |                  |                  |                  |  |  |             |             |             |  |  |       |       |       |
|  | Rampla Juniors                                        | Rampla Juniors       | 12 de octubre - Estadio Olímpico            |                                                                                 | 3                 |                  |                  |                  |  |  |             |             |             |  |  |       |       |       |
|  | Nacional                                              | Nacional             | 0                                           |                                                                                 |                   |                  |                  |                  |  |  |             |             |             |  |  |       |       |       |
|  | Nacional                                              | Nacional             | 0                                           | Rampla Juniors                                                                  | Rampla Juniors    | 2                |                  |                  |  |  |             |             |             |  |  |       |       |       |
|  | 21 de septiembre - Estadio María Mincheff de Lazaroff |                      |                                             | Rampla Juniors                                                                  | Rampla Juniors    | 2                |                  |                  |  |  |             |             |             |  |  |       |       |       |
|  |                                                       | La Luz               | La Luz                                      | 3                                                                               |                   |                  |                  |                  |  |  |             |             |             |  |  |       |       |       |
|  | Albion                                                | Albion               | La Luz                                      | 3                                                                               | 2                 |                  |                  |                  |  |  |             |             |             |  |  |       |       |       |
|  | Albion                                                | Albion               |                                             | 27 de octubre - Estadio Campeón del Siglo 1 de noviembre - Estadio Centenario   | 2                 |                  |                  |                  |  |  |             |             |             |  |  |       |       |       |
|  | La Luz                                                | La Luz               | 3                                           |                                                                                 |                   |                  |                  |                  |  |  |             |             |             |  |  |       |       |       |
|  | La Luz                                                | La Luz               | 3                                           | La Luz                                                                          | 0                 | 1 (4)            |                  |                  |  |  |             |             |             |  |  |       |       |       |
|  | 21 de septiembre - Estadio Parque Prandi              |                      |                                             | La Luz                                                                          | 0                 | 1 (4)            |                  |                  |  |  |             |             |             |  |  |       |       |       |
|  |                                                       | Peñarol              | 1                                           | 0 (2)                                                                           |                   |                  |                  |                  |  |  |             |             |             |  |  |       |       |       |
|  | Plaza Colonia                                         | Plaza Colonia        | 1                                           | 0 (2)                                                                           | 1                 |                  |                  |                  |  |  |             |             |             |  |  |       |       |       |
|  | Plaza Colonia                                         | Plaza Colonia        | 5 de octubre - Estadio Artigas (Paysandú)   |                                                                                 | 1                 |                  |                  |                  |  |  |             |             |             |  |  |       |       |       |
|  | Cerro Largo                                           | Cerro Largo          | 0                                           |                                                                                 |                   |                  |                  |                  |  |  |             |             |             |  |  |       |       |       |
|  | Cerro Largo                                           | Cerro Largo          | 0                                           | Plaza Colonia                                                                   | Plaza Colonia     | 0                |                  |                  |  |  |             |             |             |  |  |       |       |       |
|  | 28 de septiembre - Estadio Campeón del Siglo          |                      |                                             | Plaza Colonia                                                                   | Plaza Colonia     | 0                |                  |                  |  |  |             |             |             |  |  |       |       |       |
|  |                                                       | Peñarol              | Peñarol                                     | 1                                                                               |                   |                  |                  |                  |  |  |             |             |             |  |  |       |       |       |
|  | Peñarol                                               | Peñarol              | Peñarol                                     | 1                                                                               | 0 (4)             |                  |                  |                  |  |  |             |             |             |  |  |       |       |       |
|  | Peñarol                                               | Peñarol              |                                             |                                                                                 |                   |                  |                  |                  |  |  |             |             |             |  |  |       |       |       |
|  | Boston River                                          | Boston River         | 0 (3)                                       |                                                                                 |                   |                  |                  |                  |  |  |             |             |             |  |  |       |       |       |
|  | Boston River                                          | Boston River         | 0 (3)                                       |                                                                                 |                   |                  |                  |                  |  |  |             |             |             |  |  |       |       |       |

### Octavos de final
| Equipo 1          | Resultado    | Equipo 2             |
| ----------------- | ------------ | -------------------- |
| Defensor Sporting | 2:0          | River Plate          |
| Liverpool         | 4:0          | Montevideo Wanderers |
| Cerrito           | 0:0 (3-5 p.) | Montevideo City      |
| Rentistas         | 0:3          | Progreso             |
| Rampla Juniors    | 3:0          | Nacional             |
| Albion            | 2:3          | La Luz               |
| Plaza Colonia     | 1:0          | Cerro Largo          |
| Peñarol           | 0:0 (4-3 p.) | Boston River         |

| 21 de septiembre de 2022, 15:30 | Rentistas | 0:3 (0:3) | Progreso                                                           | Estadio Complejo Rentistas, Montevideo |                           |
|                                 |           |           | - Alejandro García 5' - Facundo González 21' - Nahuel Roldán 45+2' | Árbitro(s): Diego Dunajec              | Árbitro(s): Diego Dunajec |

| 21 de septiembre de 2022, 15:30 | Albion                                   | 2:3 (1:2) | La Luz                                                            | Estadio María Mincheff de Lazaroff, Montevideo |                           |
|                                 | - Cristian Barros 22' - Gonzalo Papa 51' |           | - Luis Machado 2' - Horacio Sequeira 25' - Santiago Ramírez 90+1' | Árbitro(s): Yimmi Álvarez                      | Árbitro(s): Yimmi Álvarez |

| 21 de septiembre de 2022, 20:00 | Rampla Juniors                                                 | 3:0 (1:0) | Nacional | Estadio Centenario, Montevideo                 |                                                |
|                                 | - Facundo Silvera 31' - Mauro Cachi 75' - Leonardo Melazzi 85' |           |          | Árbitro(s): Bruno Sacarelo 18.000 espectadores | Árbitro(s): Bruno Sacarelo 18.000 espectadores |

| 21 de septiembre de 2022, 20:30 | Plaza Colonia            | 1:0 (0:0) | Cerro Largo | Estadio Parque Prandi, Colonia del Sacramento |                           |
|                                 | - Cristian Rodríguez 72' |           |             | Árbitro(s): Pablo Giménez                     | Árbitro(s): Pablo Giménez |

| 27 de septiembre de 2022, 15:30 | Liverpool                                                               | 4:0 (1:0) | Montevideo Wanderers | Estadio Belvedere, Montevideo |                           |
|                                 | - Rodrigo Rivero 10', 52' - Hernán Figueredo 56' - Pablo González 90+2' |           |                      | Árbitro(s): Diego Dunajec     | Árbitro(s): Diego Dunajec |

| 28 de septiembre de 2022, 20:30 | Defensor Sporting                          | 2:0 (1:0) | River Plate | Estadio Luis Franzini, Montevideo |                              |
|                                 | - Andrés Ferrari 41' - Anderson Duarte 76' |           |             | Árbitro(s): Mathías De Armas      | Árbitro(s): Mathías De Armas |

| 28 de septiembre de 2022, 20:30 | Peñarol | 0:0 (4:3 p.)               | Boston River | Estadio Campeón del Siglo, Montevideo |  |
|                                 | |                            | | Árbitro(s): Jonathan Fuentes          |  |
|                                 | | Tiros desde el punto penal | |                                       |  |
|                                 | Ruben Bentancourt · Yonatthan Rak · Matías Aguirregaray · Juan Manuel Ramos · Lucas Viatri · Agustín Álvarez Wallace · Brian Mnasilla |                            | José Alberti · Rodrigo Viega · Emiliano Rodríguez · Martín Fernández · Cristian Olivera · Santiago Corbo · Pedro Silva Torrejón · |                                       |  |

| 28 de septiembre de 2022, 21:00 | Cerrito | 0:0 (3:5 p.) | Montevideo City Torque | Estadio Charrúa, Montevideo |  |
|                                 |         |              |                        | Árbitro(s): Pablo Giménez   |  |

### Cuartos de final
| Equipo 1               | Resultado | Equipo 2  |
| ---------------------- | --------- | --------- |
| Defensor Sporting      | 3:0       | Liverpool |
| Montevideo City Torque | 1:2       | Progreso  |
| Rampla Juniors         | 2:3       | La Luz    |
| Plaza Colonia          | 0:1       | Peñarol   |

| 4 de octubre de 2022, 17:30 | Defensor Sporting                                                 | 3:0 (2:0) | Liverpool | Estadio Luis Franzini, Montevideo |                           |
|                             | - Santiago Scotto 4' - Andrés Ferrari 30' - Juan Manuel Jorge 83' |           |           | Árbitro(s): Pablo Giménez         | Árbitro(s): Pablo Giménez |

| 5 de octubre de 2022, 16:00 | Torque               | 1:2 (1:2) | Progreso                              | Parque Viera, Montevideo    |                             |
|                             | - Lautaro Guzmán 12' |           | - Franco López 3' - Gastón Colmán 18' | Árbitro(s): Nicolás Vignolo | Árbitro(s): Nicolás Vignolo |

| 5 de octubre de 2022, 20:30 | Plaza Colonia | 0:1 (0:1) | Peñarol            | Estadio Artigas, Paysandú    |                              |
|                             |               |           | - Pedro Milans 60' | Árbitro(s): Mathías de Armas | Árbitro(s): Mathías de Armas |

| 12 de octubre de 2022, 16:00 | Rampla Juniors                                               | 2:3 (1:3) | La Luz                                                        | Estadio Olímpico, Montevideo |                            |
|                              | - Roberto Hernández 25' (a.g.) - Rodrigo Ferreyra 74' (pen.) |           | - Horacio Sequeira 13' - Juan Quintana 19' - Luis Machado 30' | Árbitro(s): Santiago Motta   | Árbitro(s): Santiago Motta |

### Semifinales
| Equipo 1          | Agr.         | Equipo 2 | Ida | Vuelta |
| ----------------- | ------------ | -------- | --- | ------ |
| Defensor Sporting | 4:2          | Progreso | 1:1 | 3:1    |
| La Luz            | 1:1 (4-2 p.) | Peñarol  | 0:1 | 1:0    |

#### Defensor Sporting – Progreso
| 26 de octubre de 2022, 16:30 | Progreso                | 1:1 (0:0) | Defensor Sporting   | Estadio Abraham Paladino, Montevideo |                           |
|                              | - Matías González 90+6' |           | - Matías Abaldo 60' | Árbitro(s): Diego Dunajec            | Árbitro(s): Diego Dunajec |

| 3 de noviembre de 2022, 20:00 | Defensor Sporting                             | 3:1 (0:1) (Global 4:2) | Progreso             | Estadio Luis Franzini, Montevideo |                              |
|                               | - Andrés Ferrari 53', 86' - Adrián Balboa 79' |                        | - Hernán Labraga 31' | Árbitro(s): Jonathan Fuentes      | Árbitro(s): Jonathan Fuentes |

#### La Luz - Peñarol
| 27 de octubre de 2022, 20:00 | Peñarol            | 1:0 (0:0) | La Luz | Estadio Campeón del Siglo, Montevideo |                            |
|                              | Hernán Menosse 59' |           |        | Árbitro(s): Santiago Motta            | Árbitro(s): Santiago Motta |

| 1 de noviembre de 2022, 20:00 | La Luz                                                                                | 1:0 (0:0) (4:2 p.)(Global 1:1) | Peñarol                                                          | Estadio Centenario, Montevideo |                            |
|                               | - Pablo Silva 86' (pen.)                                                              |                                |                                                                  | Árbitro(s): Gustavo Tejera     | Árbitro(s): Gustavo Tejera |
|                               |                                                                                       | Tiros desde el punto penal     |                                                                  |                                |                            |
|                               | Leandro Méndez · Rodrigo Viera · Sebastián Cardozo · Enzo Castillo · Edgar Martínez · |                                | Brian Lozano · Kevin Méndez · Lucas Viatri · Ruben Bentancourt · |                                |                            |

### Final
| Equipo 1          | Resultado | Equipo 2 |
| ----------------- | --------- | -------- |
| Defensor Sporting | 1:0       | La Luz   |

| 13 de noviembre de 2022, 16:00 | Defensor Sporting         | 1:0 (0:0) | La Luz | Estadio Centenario, Montevideo |                          |
|                                | Edgar Martínez 89' (a.g.) | Reporte   |        | Árbitro(s): Andrés Cunha       | Árbitro(s): Andrés Cunha |

|                                                           |
| Bandera de Uruguay                                        |
| Campeón Copa AUF Uruguay 2022 Defensor Sporting 1º título |

## Récords
- Primer gol:  Douglas Bittencourt de Tacuarembó, a los 12 minutos ( Tacuarembó vs.  Cooper) (22 de junio de 2022).

- Último gol:  Edgar Martínez de La Luz en contra, a los 89 minutos ( Defensor Sporting vs.  La Luz) (13 de noviembre de 2022).

- Mayor cantidad de goles en un partido: (7)     Potencia 0 - 7  La Luz (27 de julio de 2022).

- Mayor victoria local:  Tacuarembó 5 - 1  Cooper (22 de junio de 2022).

- Mayor victoria visitante:  Potencia 0 - 7  La Luz (27 de julio de 2022).

## Goleadores
| Jugador             | Equipo                    | Goles |
| ------------------- | ------------------------- | ----- |
| Andrés Ferrari      | Defensor Sporting         | 4     |
| Matías Deorta       | Durazno                   | 3     |
| Horacio Sequeira    | La Luz                    | 3     |
| Changa Bass         | Deportivo Italiano        | 2     |
| Luis Acevedo        | Rentistas                 | 2     |
| Sebastián Ribas     | Torque                    | 2     |
| Ignacio Pintos      | Danubio                   | 2     |
| Diego De Carlos     | Porongos (Flores)         | 2     |
| Juan Manuel Gómez   | Río Negro (San José)      | 2     |
| Diego Torres        | Universal (San José)      | 2     |
| Rodrigo Rivero      | Liverpool                 | 2     |
| Agustín Santurio    | Montevideo Wanderers      | 2     |
| Nicolás González    | Tacuarembó                | 2     |
| Santiago Suárez     | Lavalleja (Minas)         | 2     |
| Douglas Bittencourt | Tacuarembó                | 2     |
| Andrés Berrueta     | Lavalleja (Minas)         | 2     |
| Gonzalo Sena        | Juventud                  | 2     |
| Ramiro Quintana     | Plaza Colonia             | 2     |
| Alex Perdomo        | Deportivo Colonia         | 2     |
| Diego Villalba      | Uruguay Montevideo        | 2     |
| Joaquín Jacques     | Universitario (Salto)     | 2     |
| Franco López        | Progreso                  | 2     |
| Diego Viera         | Durazno                   | 2     |
| Pedro Milans        | Juventud (1), Peñarol (1) | 2     |
| Brahian Ferreira    | Rampla Juniors            | 2     |
| Luis Machado        | La Luz                    | 2     |